# Bahnhof Sagliains

Sagliains ist ein Bahnhof der Rhätischen Bahn (RhB) westlich des Dorfes Lavin auf dem Territorium der Gemeinde Zernez im schweizerischen Kanton Graubünden. Er liegt im Unterengadin auf 1432 m Höhe am Ausgang des namensgebenden Val Sagliains  am Südportal des Vereinatunnels. Er verknüpft die Vereinalinie von Klosters-Selfranga mit der Engadiner Linie Samedan–Scuol-Tarasp. Er entstand im Zusammenhang mit dem Vereinatunnel und ging im November 1999 in Betrieb.
Um den Bahnhof behindertengerecht zu gestalten und den Betrieb von  Autoverlad und Umsteigeverkehr zu entflechten, wurde das Perron 2019 um 180 Meter Richtung Lavin verlegt. Zudem wurde ein längeres Perron gebaut. Dieses Perron dient ausschliesslich dem Umstieg von Bahnreisenden. Es ist zu Fuss über öffentliche Zugänge nicht erreichbar.
Der Bahnhof Sagliains wird stündlich von folgenden Zügen bedient:
- RE 4 (Landquart –) Klosters (Flügelung) – Scuol-Tarasp
- R 15 Pontresina – Samedan – Zernez – Sagliains – Scuol-Tarasp

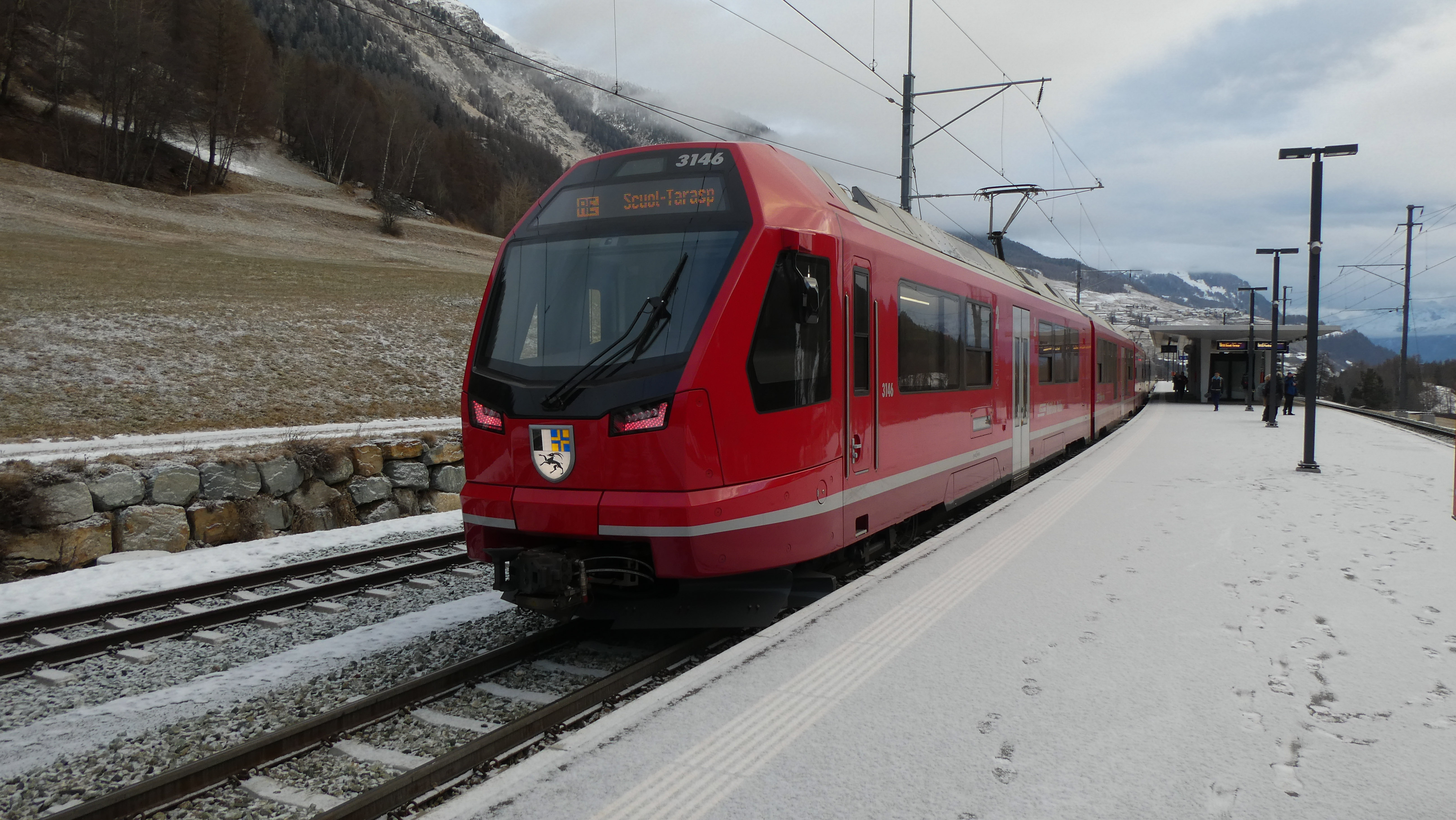
Capricorn im Dezember 2022 in der neu erstellten Umsteigestation
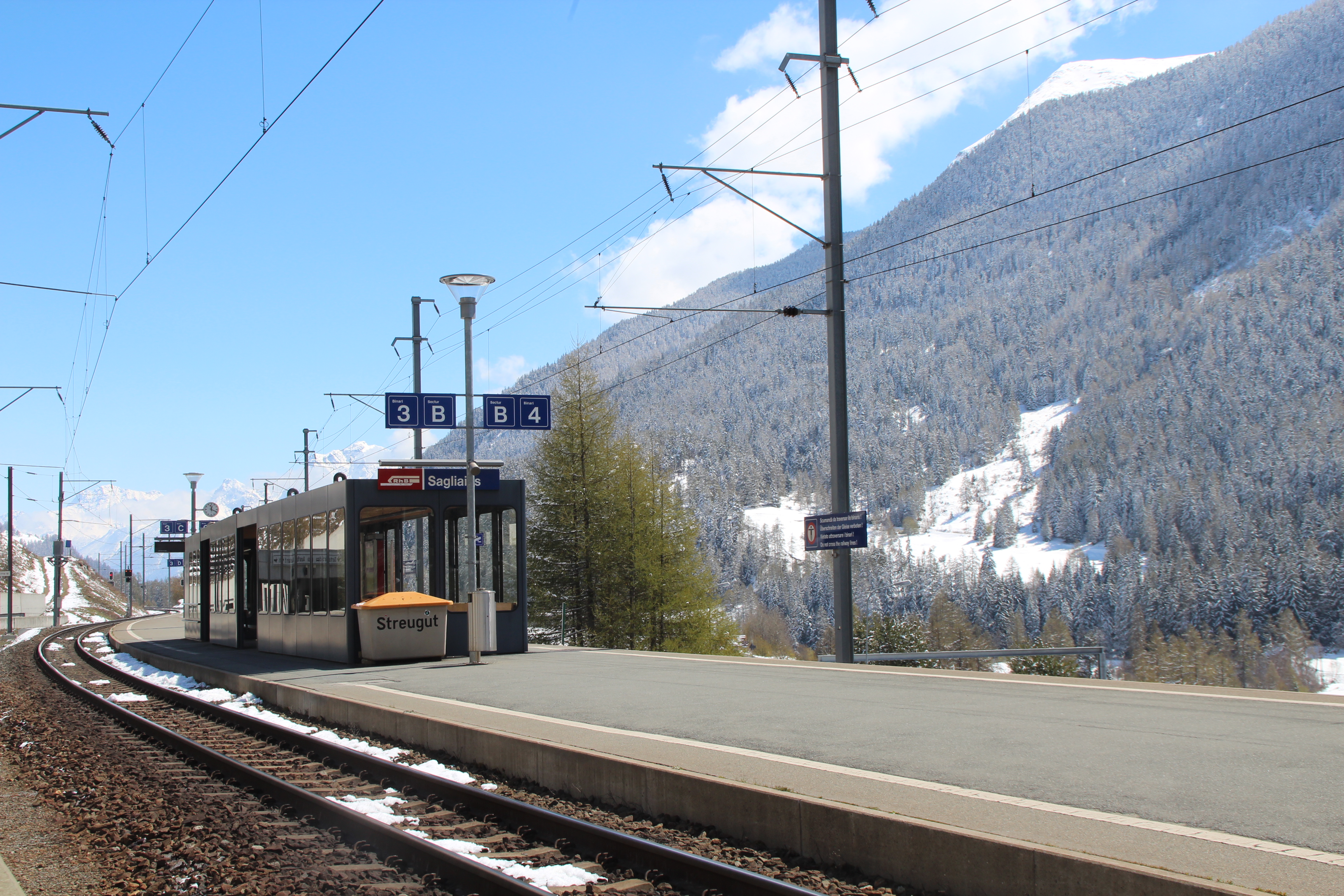
Gleis 3 und 4 (2017) am ursprünglichen Perron
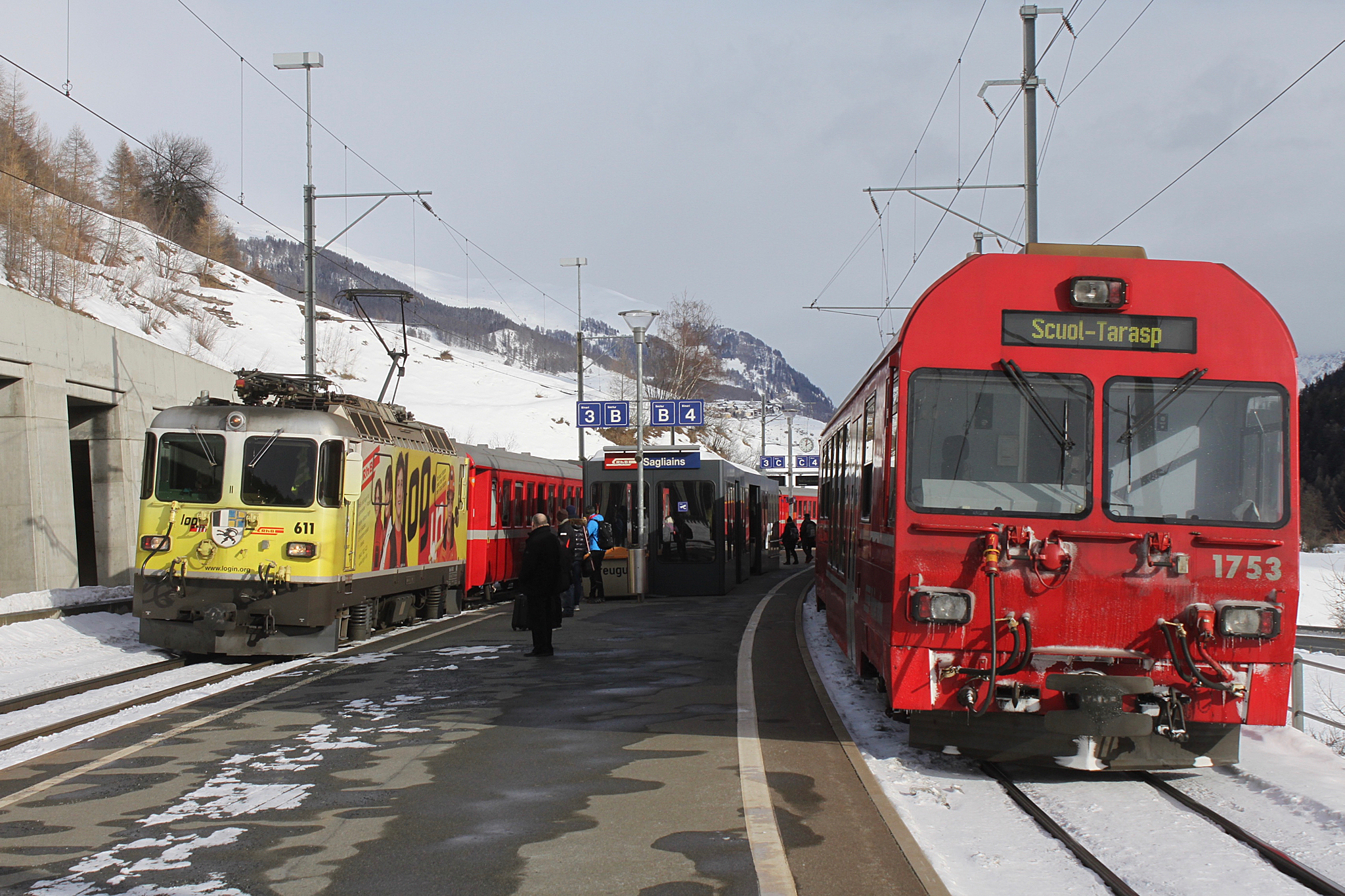
Zugkreuzung im Bahnhof, RhB Ge 4/4 II 611 und RhB BDt 1753 (2014)
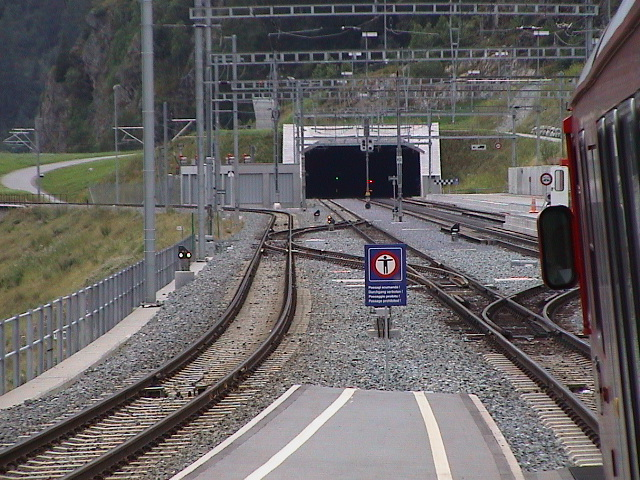
Südportal des Vereinatunnels (2001)